# Dallas Goedert
Dallas Christopher Goedert (Britton, Dakota del Sur, 3 de enero de 1995) más conocido como Dallas Goedert, es un jugador profesional estadounidense de fútbol americano que se desempeña en la posición de tight end en Philadelphia Eagles, equipo de la National Football League (NFL).

## Carrera
Fue seleccionado en la segunda ronda en la Reunión Anual de Selección de Jugadores de la NFL de 2018. Hizo su debut profesional con el equipo Philadelphia Eagles, donde lleva jugando seis temporadas.